# Lackovce
Lackovce jsou obec na Slovensku v okrese Humenné v Prešovském kraji ležící 4 km na východ od města Humenné. Žije zde 834 obyvatel.
První písemná zmínka pochází z roku 1317. Nachází se zde římskokatolický kostel Nejsvětějšího Srdce Ježíšova.